# Шерстюк Володимир Вікторович

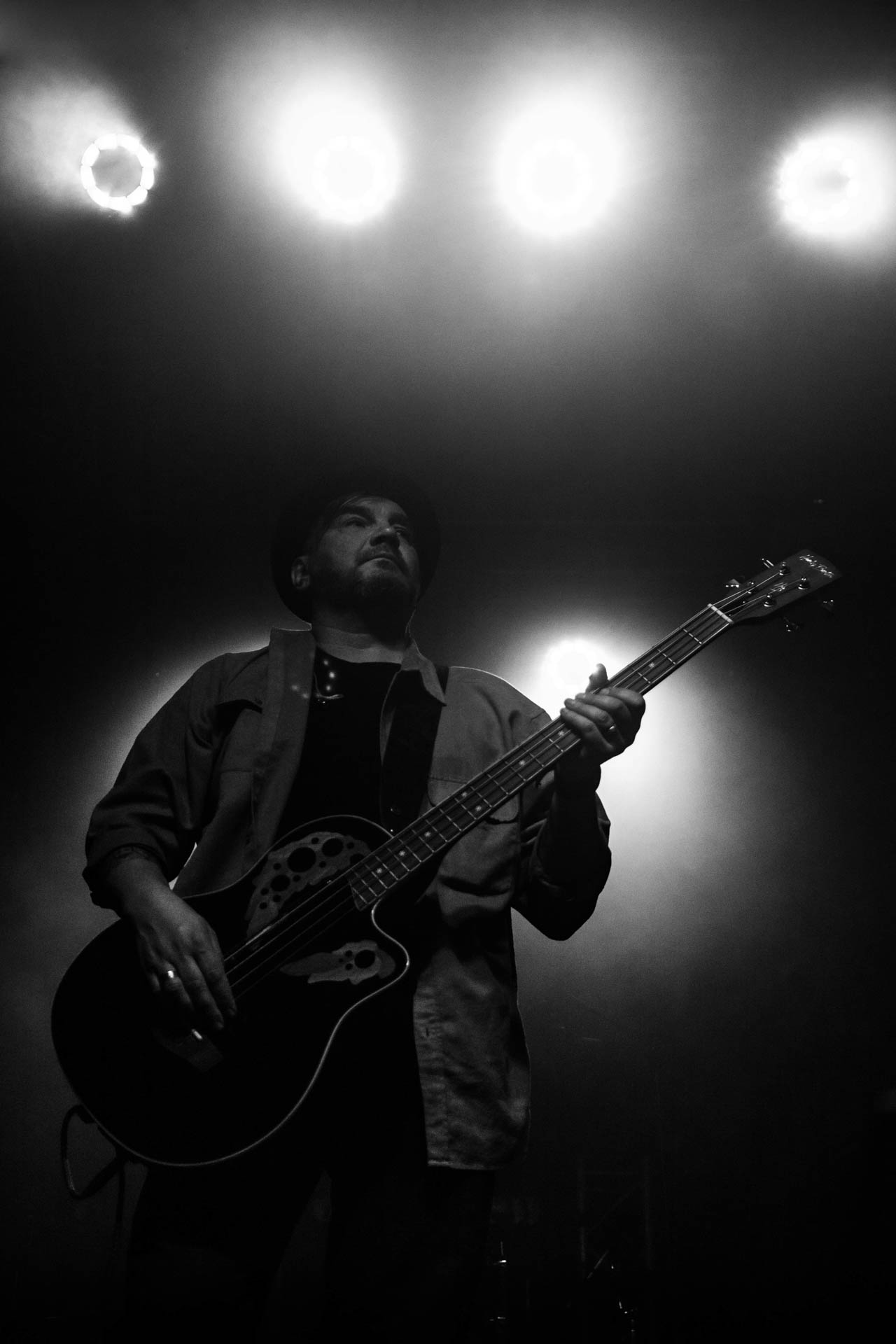
Kozak System 2022 JarmarockFest Poland Gdansk

Володимир Вікторович Шерстюк (нар. 9 серпня 1967) — український музикант, бас-гітарист гурту «Kozak System».

## Життєпис
Народився 9 серпня 1967 року в місті Васильків Київської області. Навчався у Київській школі № 200, у музичній школі по класу акордеона. На бас-гітарі почав грати під час служби в армії. Закінчив КПІ за фахом «інженер електронної техніки». Вважає, що для митця, який формується, дуже важливо мати вчителів, щоб пізніше віднайти вчителя в собі. На формування Володимира позитивний вплив мав український автентичний спів та Боб Марлі.